# مستودكة مكنسية
مستودكة مكنسية (الاسم العلمي:Piophila penicillata) هي نوع من الحشرات يتبع جنس المستودكة من الفصيلة المستودكية.